# Gillian Backhouse
Gillian Backhouse (* 20. Juni 1991 in Penrith City) ist eine ehemalige australische Triathletin.

## Werdegang
Gillian Backhouse wuchs auf in Armidale im australischen Bundesstaat New South Wales – etwa auf halbem Weg zwischen Sydney und Brisbane.
Sie betreibt Triathlon seit 2008 und wird trainiert von Stephen Moss.

### Vizeweltmeisterin Duathlon 2014
Im März 2014 wurde sie Australische Triathlon-Meisterin auf der Kurzdistanz und im Mai U23-Weltmeisterin und zugleich Vizeweltmeisterin auf der Duathlon-Kurzdistanz.
Im Jahr 2015 wurde sie im Juli in Hamburg in der australischen Triathlon-Mannschaft mit Ryan Bailie, Aaron Royle und Emma Jackson Vizeweltmeisterin im Mixed-Team (4 × 250 m Schwimmen, 6,6 km Radfahren und 1,6 km Laufen).
2017 belegte sie als drittbeste Australierin den 13. Rang in der ITU World Championship Serie (Weltmeisterschaft-Rennserie).
2019 startete sie in der Bundesliga im EJOT Team TV Buschhütten.
Seit 2021 tritt Backhouse nicht mehr international in Erscheinung.
Gillian Backhouse lebt in Brisbane.

## Sportliche Erfolge
| Datum/Jahr    | Rang | Wettbewerb                                         | Austragungsort | Zeit     | Bemerkung                                                                                                  |
| ------------- | ---- | -------------------------------------------------- | -------------- | -------- | --- |
| 12. Sep. 2021 | DNF  | Ironman 70.3 Sunshine Coast                        | Mooloolaba     | –        | |
| 26. Juni 2021 | 7    | OTU Oceania Triathlon Cup                          | Port Douglas   | 00:57:21 | |
| 7. Sep. 2019  | 31   | ITU Triathlon World Cup                            | Banyoles       | 00:57:54 | |
| 7. Apr. 2018  | 1    | Commonwealth Games 2018                            | Gold Coast     | 01:17:36 | in der gemischten Staffel mit Matthew Hauser, Ashleigh Gentle und Jacob Birtwhistle                        |
| 3. Sep. 2017  | 1    | ITU Triathlon World Cup                            | Karlsbad       | 02:03:29 | [ 2 ] |
| 18. März 2017 | 2    | OTU Triathlon Oceania Championships                | Devonport      | 02:08:26 | Ozeanische Triathlon-Meisterschaft, hinter Emma Jeffcoat                                                   |
| 6. Sep. 2015  | 3    | ITU World Championship Series 2015                 | Edmonton       | 00:59:10 | Sprintdistanz                                                                                              |
| 19. Juli 2015 | 2    | ITU Sprint Triathlon World Championship Mixed-Team | Hamburg        |          | Vizeweltmeisterin im Mixed-Team mit Ryan Bailie, Aaron Royle und Emma Jackson                              |
| 30. Aug. 2014 | 2    | ITU Triathlon World Championship U23               | Edmonton       |          | Vizeweltmeisterin U23 auf der olympischen Kurzdistanz (1,5 km Schwimmen, 40 km Radfahren und 10 km Laufen) |
| 1. März 2014  | 1    | OTU Triathlon Oceania Championships                | Devonport      | 02:07:57 | Ozeanische Triathlon-Meisterschaft                                                                         |
| 1. März 2014  | 1    | AUS Triathlon National Championships               | Devonport      | 02:07:57 | Australische Meisterin Triathlon                                                                           |

| Datum/Jahr   | Rang | Wettbewerb                          | Austragungsort | Zeit     | Bemerkung                                                           |
| ------------ | ---- | ----------------------------------- | -------------- | -------- | ------------------------------------------------------------------- |
| 31. Mai 2014 | 2    | ITU Duathlon World Championships    | Pontevedra     |          | ITU Vizeweltmeisterin Duathlon; hinter der Französin Sandra Lévénez |
| 31. Mai 2014 | 1    | ITU Duathlon World Championship U23 | Pontevedra     | 02:05:26 | U23-Weltmeisterin auf der Duathlon-Kurzdistanz                      |

(DNF – Did Not Finish)